# Liste d’anarchistes américains
Cette liste d’anarchistes américains est non exhaustive, et regroupe les principaux penseurs et acteurs américains du mouvement anarchiste.

## Anarcha-féministesetÉcoféminisme
- Kathy Acker
- Margaret Caroline Anderson
- Kate Austin
- Voltairine de Cleyre
- Greta Gaard (en)
- Emma Goldman
- Moses Harman
- Peggy Kornegger (en)
- Carolyn Merchant Philosophe écoféministe
- Charlene Spretnak
- Starhawk
- Judi Bari (en)

## Anarcho-syndicalisteetWobblies
- Ralph Chaplin dessinateur du Chat noir
- Noam Chomsky
- Sam Dolgoff
- David Edelstadt
- George Engel
- Marie Equi
- Samuel Fielden
- Adolph Fischer
- Jay Fox
- Joe Hill
- Frank Little
- Jeff Monson
- Oscar Neebe
- Franklin Rosemont
- Carlo Tresca
- Larry Portis

## Anarchisme individualiste
- Stephen Pearl Andrews
- Hakim Bey
- Ezra Heywood
- Jo Labadie
- Lysander Spooner
- Benjamin Tucker
- Josiah Warren

## Anarchistes insurrectionnalisteset Illégaliste
- Luigi Galleani
- Wolfi Landstreicher
- Leon Czolgosz
- Johann Most

## Black anarchist
- Ashanti Alston
- Kuwasi Balagoon
- Lorenzo Kom'boa Ervin
- Martin Sostre (en)

## Communiste libertaireetSocialiste libertaire
- Alexander Berkman
- Robin Hahnel
- Lucy Parsons
- Albert Parsons
- August Spies

## Écologistes libertairesetAnarcho-primitivistes
- Edward Abbey
- Rod Coronado
- Derrick Jensen
- Theodore Kaczynski
- Eric McDavid (en)
- Fredy Perlman
- David Watson
- John Zerzan

## Théoriciens et penseurs
- Bob Black
- Murray Bookchin
- Kevin Carson
- David Graeber

## Anarcho-capitalistes
- Walter Block
- Bryan Caplan
- David D. Friedman
- Hans-Hermann Hoppe
- Samuel Edward Konkin III
- Lew Rockwell
- Murray Rothbard

## Autres
- Michael Albert
- Julian Beck
- Daniel Garrison Brinton
- Paul Goodman
- Philip Grosser
- Jeremy Hammond
- Abbie Hoffman
- Judith Malina
- Kenneth Rexroth
- Lola Ridge
- Nicola Sacco
- Michael Schwab
- Mollie Steimer
- Vermin Supreme
- Bartolomeo Vanzetti
- Brad Will